# Lucyferyny

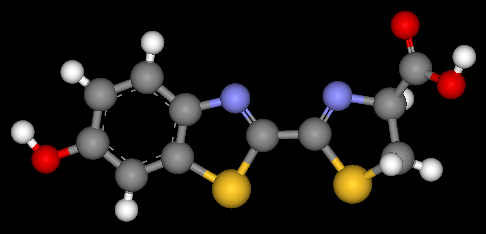
Model lucyferyny robaczków świętojańskich

Lucyferyna robaczka świętojańskiego, wzór sumaryczny: C_{11}H_{8}N_{2}O_{3}S_{2}

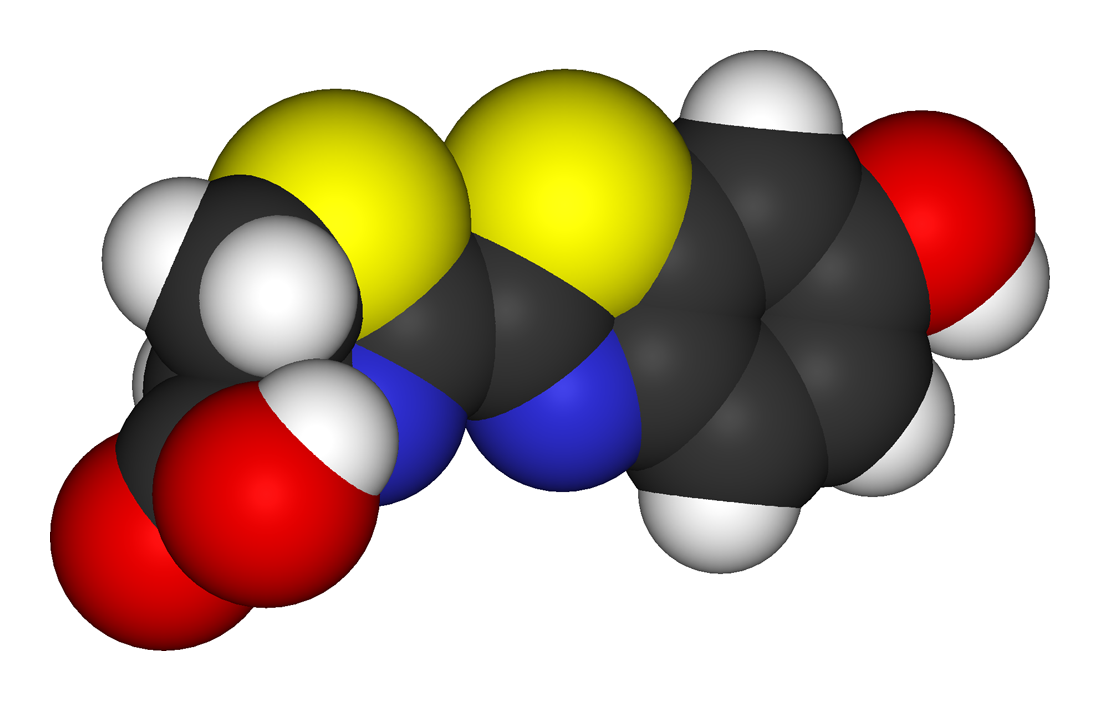
Trójwymiarowy model przestrzenny cząsteczki lucyferyny. Kolory oznaczają: żółty=siarka; niebieski=azot; czarny=węgiel (pierwiastek); czerwony=tlen; biały=wodór

Lucyferyny – grupa pigmentów zdolnych do emitowania światła, obecnych w organizmach żywych zdolnych do bioluminescencji, takich jak: robaczki świętojańskie, ryby głębinowe i niektóre rodzaje drobnoustrojów.
Lucyferyna "świeci" na skutek reakcji utleniania katalizowanej enzymem o nazwie lucyferaza. Istnieje pięć zasadniczych typów lucyferyn:
- lucyferyny robaczków świętojańskich
- lucyferyny bakteryjne – które są obecne w bakteriach, ale też w niektórych rybach. Mają one zupełnie inną budowę chemiczną od lucyferyny robaczków – składają się z długiego, oligomerycznego łańcucha aldehydowego i zredukowanej formy fosforanu ryboflawiny.
- lucyferyna planktonu – jest pochodną chlorofilu i występuje u niektórych gatunków planktonu oraz w krylach.
- wargolina – obecna w małżoraczkach i niektórych gatunkach ryb głębinowych. Chemicznie jest to imidazolopirazyna.
- kolentrazyna – występuje u promienic, kałamarnic, parzydełkowców i widłonogów – chemicznie jest to białko o nazwie aekworina.

Odkrycie, że bioluminescencja u świetlików zachodzi po zmieszaniu ekstraktów lucyferyny i lucyferazy, zostało dokonane w 1887 r. przez Raphaëla Dubois, profesora fizjologii na Université de Lyon. Nadał on też obu substancjom nazwy. Nie wyjaśnił on przy tym swoich intencji; spekuluje się, że nazwy te pochodzą od łac. lucifer – „niosący światło”.